# Шапочка (Брянская область)
Шапочка — деревня в Березинском сельском поселении Унечского района Брянской области. Находится в 8 км северо-восточнее центра сельского поселения.

## География
Чуть северо-восточнее деревни берёт своё начало река Жеча, которая впадает в 2 км юго-западнее Унечи и на 1 км западнее Нежданово.

## История
Основана в 1710-х годах полковником Стародубского полка Лукьяном Жоравко для Печеникского девичьего Успенского монастыря. Находилась во владении монастыря с 1715 по 1784 год, до 1781 года была в составе Мглинской сотни Стародубского полка, не имея при этом казачьего населения.
С 1919 по 1954 год являлась центром Шапочского сельсовета. Максимальное население зарегистрировано в 1926 году — 502 человека.